# Antifentonia cineraria
Antifentonia cineraria är en fjärilsart som beskrevs av Sergius G. Kiriakoff 1963. Antifentonia cineraria ingår i släktet Antifentonia och familjen tandspinnare. Inga underarter finns listade i Catalogue of Life.